# Quelònids
Els quelònids (Cheloniidae) són una família de tortugues que pertanyen a la superfamília de les tortugues marines Chelonioidea.

## Classificació

### Gèneres no extints
- Gènere Caretta
  - Tortuga careta (Caretta caretta)[1]

- Gènere Chelonia
  - Tortuga verda (Chelonia mydas)[1]

- Gènere Eretmochelys
  - Tortuga carei (Eretmochelys imbricata)[1]

- Gènere Lepidochelys
  - Tortuga bec de lloro (Lepidochelys kempii)[1]
  - Tortuga olivàcia (Lepidochelys olivacea)[1]

- Gènere Natator
  - Tortuga plana (Natator depressus)[1] (Prèviament a Chelonia)

### Gèneres extints
- Gènere Carolinochelys †
  - Carolinochelys wilsoni †

- Gènere Procolpochelys †
  - Procolpochelys grandaeva †

### Altres
La subfamília obsoleta Cheloniinae